# Стивенс, Ингер
И́нгер Сти́венс (англ. Inger Stevens), урождённая Сте́нсланн (швед. Inger Stensland; 18 октября 1934, Стокгольм, Швеция, — 30 апреля 1970, Голливуд, Калифорния, США) — американская актриса
 и танцовщица
, исполнительница шоу в стиле бурлеска шведского происхождения. Лауреат премии «Золотой глобус» (1964).

## Ранние годы
Ингер Стивенс (урождённая Стенсланд) родилась 18 октября 1934 года в Стокгольме, Швеция. Она была активным, но болезненным ребёнком. Когда ей было 9 лет, её родители развелись, и она переехала вместе со своим отцом в Нью-Йорк. Когда ей было 13 лет, они с отцом переехали в Манхэттен, Канзас, где она поступила в школу Manhattan High School.

## Карьера
Свою карьеру Ингер начала в качестве исполнительницы шоу в стиле бурлеска, когда ей было 16 лет, она работала в Канзас-Сити.
Окончила «Актёрскую студию» и в середине 1950-х годов начала актёрскую карьеру. Поначалу она снималась в рекламных роликах и играла в пьесах.
В 1957 году она сыграла одну из главных ролей в фильме «В огне». Далее последовал всё больший и больший успех в её карьере. Несколько картин с участием Стивенс вышли уже после её смерти.

## Личная жизнь
Ингер Стивенс дважды была замужем, детей не имела. В 1955—1958 годы была замужем за своим агентом Энтони Сольо. Вторым мужем Стивенс стал Айк Джонс (1929—2014), актёр афроамериканского происхождения. Они тайно поженились 18 ноября 1961 года и об их браке стало известно только после смерти Ингер в апреле 1970 года. Союз скрывался дабы сохранить карьеру Стивенс, на момент её смерти они уже не жили вместе, но были официально женаты.
Актриса также имела романтические отношения с Бингом Кросби, Энтони Куинном, Дином Мартином, Клинтом Иствудом, Гарри Белафонте, Марио Ланца и Бёртом Рейнольдсом.

## Смерть
Утром 30 апреля 1970 года актриса была найдена мёртвой у себя дома на кухне. Выяснилось, что 35-летняя Ингер Стивенс покончила жизнь самоубийством путём передозировки лекарственных средств, запитых алкоголем. После вскрытия её тело было кремировано, а прах рассеян над Тихим океаном. Ранее, в 1959 году, актриса уже предпринимала неудачную попытку самоубийства.

## Фильмография
| Год       |    | Русское название                 | Оригинальное название              | Роль                              |
| --------- | -- | -------------------------------- | ---------------------------------- | --------------------------------- |
| 1954      | с  | Телевизионный театр Goodyear     | Goodyear Television Playhouse      | Джена                             |
| 1954      | с  | Театр Армстронга                 | Armstrong Circle Theatre           | Бесс Поло                         |
| 1954      | с  | Мистер Пиперс                    | Mister Peepers                     | Трейси Браун                      |
| 1954      | с  | —                                | Danger                             | н/д                               |
| 1954      | с  | Телевизионный театр Крафта       | Kraft Television Theatre           | н/д                               |
| 1954—1955 | с  | Первая студия                    | Studio One                         | Люси Хендерсон / Мэри / Сью Эллен |
| 1955      | с  | Роберт Монтгомери представляет   | Robert Montgomery Presents         | н/д                               |
| 1955      | с  | —                                | Mama                               | н/д                               |
| 1956      | с  | Дневной спектакль                | Matinee Theatre                    | н/д                               |
| 1956      | с  | —                                | Crusader                           | Алиша                             |
| 1956      | с  | Конфликт                         | Conflict                           | леди Арабелла                     |
| 1956      | с  | —                                | On Trial                           | Рут                               |
| 1956      | с  | Миллионер                        | The Millionaire                    | Бетти Перкинс                     |
| 1956      | с  | —                                | Crunch and Des                     | актриса                           |
| 1956—1959 | с  | Театр 90                         | Playhouse 90                       | Гейл Лукас / Джоанна              |
| 1957      | с  | Городской тост                   | Toast of the Town                  | в роли самой себя                 |
| 1957      | ф  | В огне                           | Man on Fire                        | Нина Уайли                        |
| 1957      | с  | Кульминация                      | Climax!                            | Марж                              |
| 1957—1963 | с  | Альфред Хичкок представляет      | Alfred Hitchcock Presents          | Лора Росс / Карен Уилсон          |
| 1958      | ф  | Крик ужаса                       | Cry Terror!                        | Джоан Молнер                      |
| 1958      | ф  | Флибустьер                       | The Buccaneer                      | Аннетт Клейборн                   |
| 1959      | ф  | Мир, плоть и дьявол              | The World, the Flesh and the Devil | Сара Крэндолл                     |
| 1959      | с  | Бонанза                          | Bonanza                            | Эмили Пеннингтон                  |
| 1959      | с  | Воскресная витрина               | Sunday Showcase                    | Нина Кей                          |
| 1960      | с  | Театр Зейна Грея                 | Zane Grey Theater                  | Бет Уоткинс                       |
| 1960      | с  | —                                | Moment of Fear                     | Нэнси Дерринджер                  |
| 1960      | с  | —                                | Checkmate                          | Бетти Лайонс                      |
| 1960      | с  | Гонконг                          | Hong Kong                          | Джоан Блейкли                     |
| 1960      | с  | Сумеречная зона                  | The Twilight Zone                  | Джена / Нэн Адамс                 |
| 1960—1961 | с  | Шоссе 66                         | Route 66                           | Джули Брек / Уэнди                |
| 1961      | с  | Шоу месяца Дюпона                | The DuPont Show of the Month       | принцесса Флавия                  |
| 1961      | с  | Райские приключения              | Adventures in Paradise             | доктор Бритта Сёстром             |
| 1961      | с  | Акванавты                        | The Aquanauts                      | Марго Эллисон                     |
| 1961      | с  | Детективы                        | The Detectives                     | Теа                               |
| 1961      | с  | Следуй за солнцем                | Follow the Sun                     | Лиза Маннхайм / Эбби Эллис        |
| 1962      | с  | —                                | Golden Showcase                    | Бобби Хейлеви                     |
| 1962      | с  | Одиннадцатый час                 | The Eleventh Hour                  | Кристин Уоррен                    |
| 1962      | с  | Сэм Бенедикт                     | Sam Benedict                       | Тереза Стоун                      |
| 1962—1963 | с  | Шоу Дика Пауэлла                 | The Dick Powell Show               | Адель Хьюз / Анна Беза            |
| 1963      | с  | Медсёстры                        | The Nurses                         | Кларисса Робин                    |
| 1963      | с  | Империя                          | Empire                             | Эллен Томпсон                     |
| 1963—1964 | с  | Дочь фермера                     | The Farmer’s Daughter              | Кэти Холстрем / Энн Карпентер     |
| 1964      | ф  | Новые интерны                    | The New Interns                    | Нэнси Терман                      |
| 1967      | тф | —                                | The Borgia Stick                   | Ив Харрисон                       |
| 1967      | ф  | Руководство для женатого мужчины | A Guide for the Married Man        | Рут Мэннинг                       |
| 1967      | ф  | Время убивать                    | A Time for Killing                 | Эмили Биддл                       |
| 1968      | ф  | Файеркрик                        | Firecreek                          | Эвелин Питтман                    |
| 1968      | ф  | Миллионы Мэдигана                | Madigan                            | Джулия Мэдиган                    |
| 1968      | ф  | Вздёрни их повыше                | Hang ’Em High                      | Рейчел Уоррен                     |
| 1968      | ф  | Пятикарточный покер              | 5 Card Stud                        | Лили Лэнгфорд                     |
| 1968      | ф  | Карточный домик                  | House of Cards                     | Энн де Вильмонт                   |
| 1969      | ф  | Мечта королей                    | A Dream of Kings                   | Анна                              |
| 1970      | тф | —                                | The Mask of Sheba                  | Сара Креймер                      |
| 1970      | тф | Беги, Саймон, беги               | Run, Simon, Run                    | Кэрролл Реннард                   |
| 1970      | с  | Самая смертельная игра           | The Most Deadly Game               | Ванесса Смит                      |